# Subasta de arte degenerado

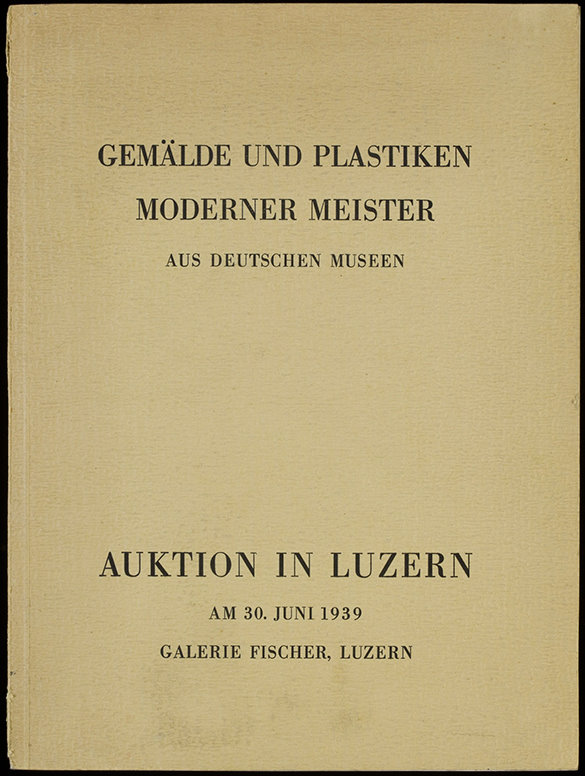
Catálogo de subasta de 1939.

En 1939 la Galería Fischer de Lucerna organizó una subasta de arte degenerado confiscado por los nazis. La subasta tuvo lugar el 30 de junio de 1939 en el Grand Hotel National. La subasta recibió un interés internacional considerable, pero muchos de los postores que se esperaba que asistieran no asistieron porque estaban preocupados de que las ganancias fueran utilizadas por el régimen nazi.

## Contexto
Después de que los nazis confiscaron miles de obras de arte clasificadas como arte degenerado de los museos alemanes, buscaron monetizarlas. Cuatro marchantes de arte recibieron autorización de Alemania para vender arte degenerado: Karl Buchholtz y Ferdinand Möller de Berlín, Bernhard A. Böhmer de Güstrow e Hildebrand Gurlitt de Hamburgo. El Ministerio del Reich para la Ilustración Pública y Propaganda discutió las oportunidades de cómo colocar las obras en el mercado internacional y se discutió la idea de una subasta. El rastro más temprano de la subasta en Lucerna es una carta de Theodor Fischer a Heinrich Hoffmann en la que sugiere que una subasta bajo su dirección produciría los ingresos más altos para los nazis.
En marzo de 1939 recibió el contrato para organizar la subasta del Ministerio para la Ilustración Pública y Propaganda. En el contrato se establecía en qué medios se anunciaría la subasta, que habría dos avances, uno en Zúrich y otro en Lucerna y la subasta se realizaría en Lucerna antes de finales de junio. También se estableció el número de pinturas a representar en el catálogo de la subasta; finalmente se incluyeron sesenta pinturas en el catálogo.

## Vistas previas
La vista previa de las pinturas que se subastarían en Zúrich tuvo lugar entre el 17 y el 27 de mayo. 108 pinturas y 17 esculturas se entregaron el 26 de abril de 1939 para las vistas previas. Durante la vista previa en Zúrich, Georg Schmidt, el director del Museo de Arte de Basilea visitó la exhibición e hizo una primera selección de las obras que le interesaban y los siguientes pudieron asegurar varias compras antes de la subasta. La vista previa en Lucerna tuvo lugar en la Galería Fischer entre el 1 y el 29 de junio de 1939.

## Subasta
La subasta se llevó a cabo en el Grand Hotel National a orillas del Lago de los Cuatro Cantones el 30 de junio de 1939. Los idiomas de la subasta fueron el alemán, el francés, el inglés y la moneda fue el franco suizo. Theodor Fischer, el propietario de la galería, fue visto como un subastador adecuado ya que era un comerciante de arte gentil de Suiza con una vasta red internacional. Los participantes e invitados de la subasta fueron varios destacados coleccionistas de arte y representantes de museos de Suiza, Estados Unidos, Bélgica, Francia, Gran Bretaña y Suecia. Además de la de Estados Unidos, las delegaciones belga y suiza fueron las más exitosas en la subasta. Alfred Frankfurter (pujando por Maurice Wertheim), Joseph Pulitzer Jr., Pierre Matisse (hijo del pintor francés Henri Matisse) y Josef von Sternberg fueron algunos de los postores.

### Pinturas
Las pinturas tenían su origen en (antiguos) museos en Múnich, Kassel, Essen, Hamburgo, Colonia y Berlín y fueron realizadas por pintores como Max Beckmann, Cuno Amiet, Erich Heckel, Vincent van Gogh, Lovis Corinth, Pablo Picasso, Paul Gauguin y Paul Klee entre otros.

### Esculturas
También se subastaron varias esculturas de Ernst Barlach, una de Aleksandr Arjípenko, una de Otto Dix, tres de Wilhelm Lehmbruck y dos de Ewald Mataré.

### Subasta
Alfred Frankfurter compró el Autorretrato de Vincent van Gogh por 170 000 francos suizos. La delegación belga pudo obtener quince pinturas. La casa azul de Marc Chagall, el Retrato de Georg Brande de Lovis Corinth, Jugadora en trance de Oskar Kokoschka y Jinete en la playa de Max Liebermann, mas dos cuadros de Pablo Picasso fueron algunos de los adquiridos por la delegación belga. Las pinturas fueron trasladadas a La Boverie en Lieja, Bélgica. La delegación suiza de Basilea pudo conseguir ocho cuadros de siete artistas entre los que se encontraban Los padres del artista de Otto Dix, un autorretrato de Paula Modersohn-Becker, dos cuadros de Marc Chagall o Vista desde una ventana de André Derain. Cuarenta postores tuvieron éxito, pero no todas las obras de arte encontraron un comprador.

## Ingresos
La subasta no tuvo el éxito financiero que esperaban los nazis. Solo el 10% de las obras de arte se vendieron por más de la cantidad estimada. Los ingresos fueron un poco más de 500 000 francos suizos, que en ese momento representaban una modesta suma de unos 115 000 dólares estadounidenses. Los ingresos se depositaron en una cuenta bancaria en el Reino Unido, donde los nazis tenían acceso a ellos. Después de la subasta, Fischer intentó vender las obras restantes, pero con poco éxito. Se discutió una segunda subasta, pero nunca se materializó.

### Secuelas
Después de la subasta, Fischer no devolvió las pinturas restantes a Alemania como se estipulaba en el contrato. Continuó vendiendo algunas de las obras, de las cuales la pintura más destacada fue La bebedora de absenta de Pablo Picasso. Se retiró de la subasta debido a una disputa legal entre el propietario original y el donante de la pintura a la Kunsthalle de Hamburgo. La pintura se vendió en 1941.

### Compras del Museo de Arte de Basilea
El director del museo en 1939 era Georg Schmidt. Schmidt recibió el catálogo de la subasta de la Galería Fischer en abril de 1939, luego de lo cual el Museo inició negociaciones para comprar pinturas de arte degenerado antes de que se llevara a cabo la subasta. Schmidt pudo comprar varias pinturas, como La diosa del aire de Oskar Kokoschka, Ecce Homo de Lovis Corinth y El destino de los animales de Franz Marc. Fischer protestó sin éxito contra estas compras a mediados de junio de 1939.

## Galería
Algunas de las pinturas que se subastaron son:

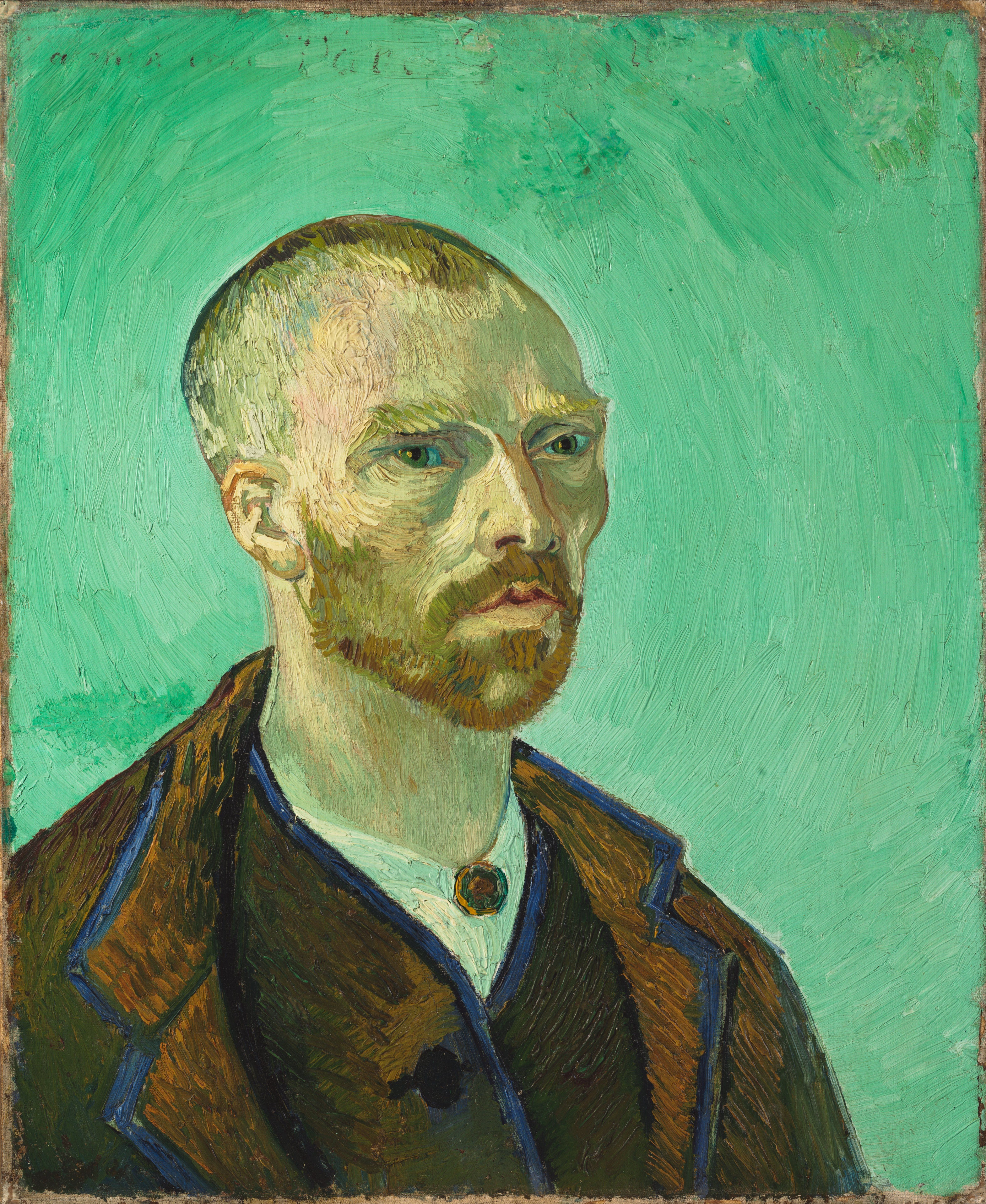
Autorretrato de Vincent van Gogh dedicado a Paul Gauguin.
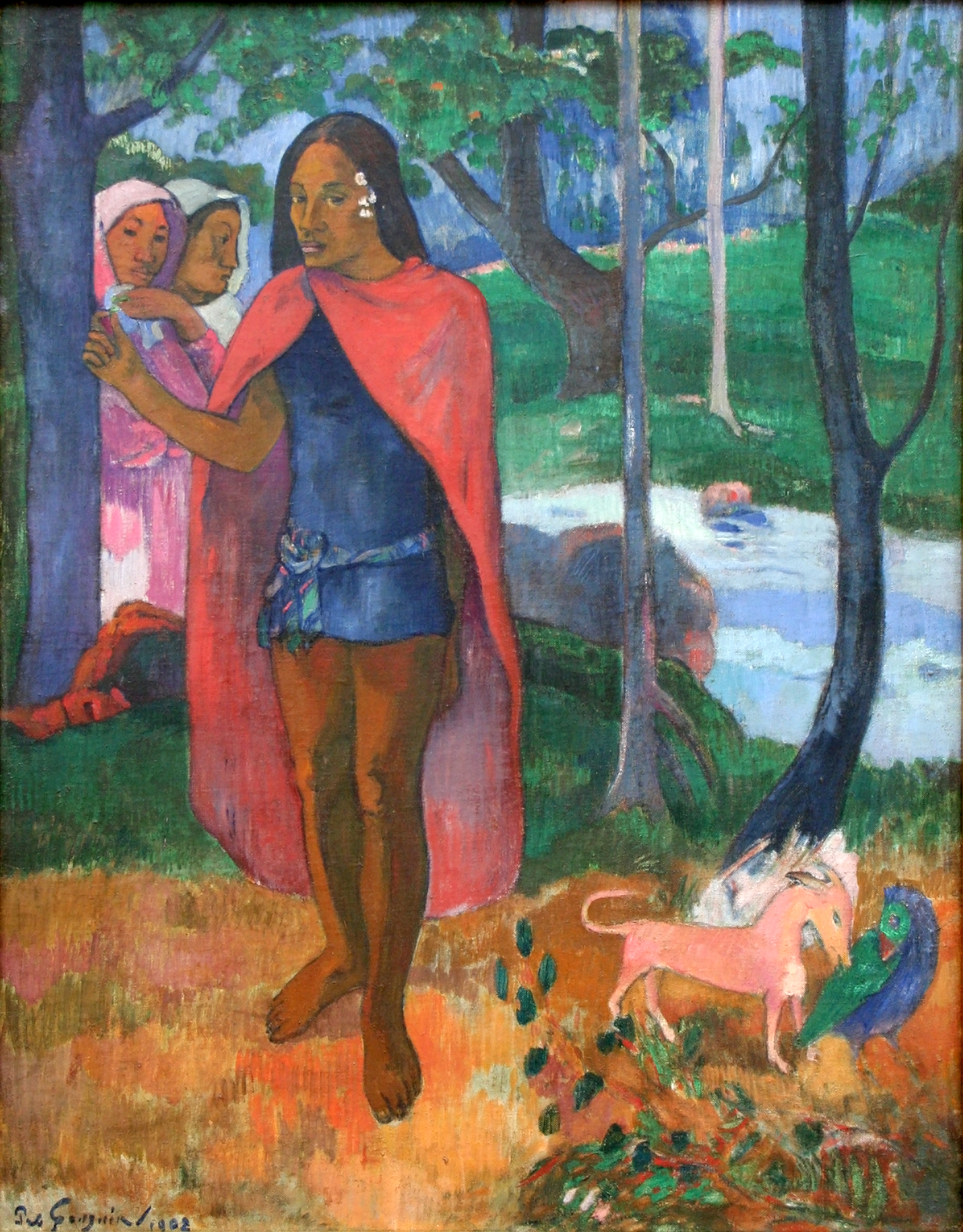
El hechicero de Hiva Oa de Paul Gauguin.
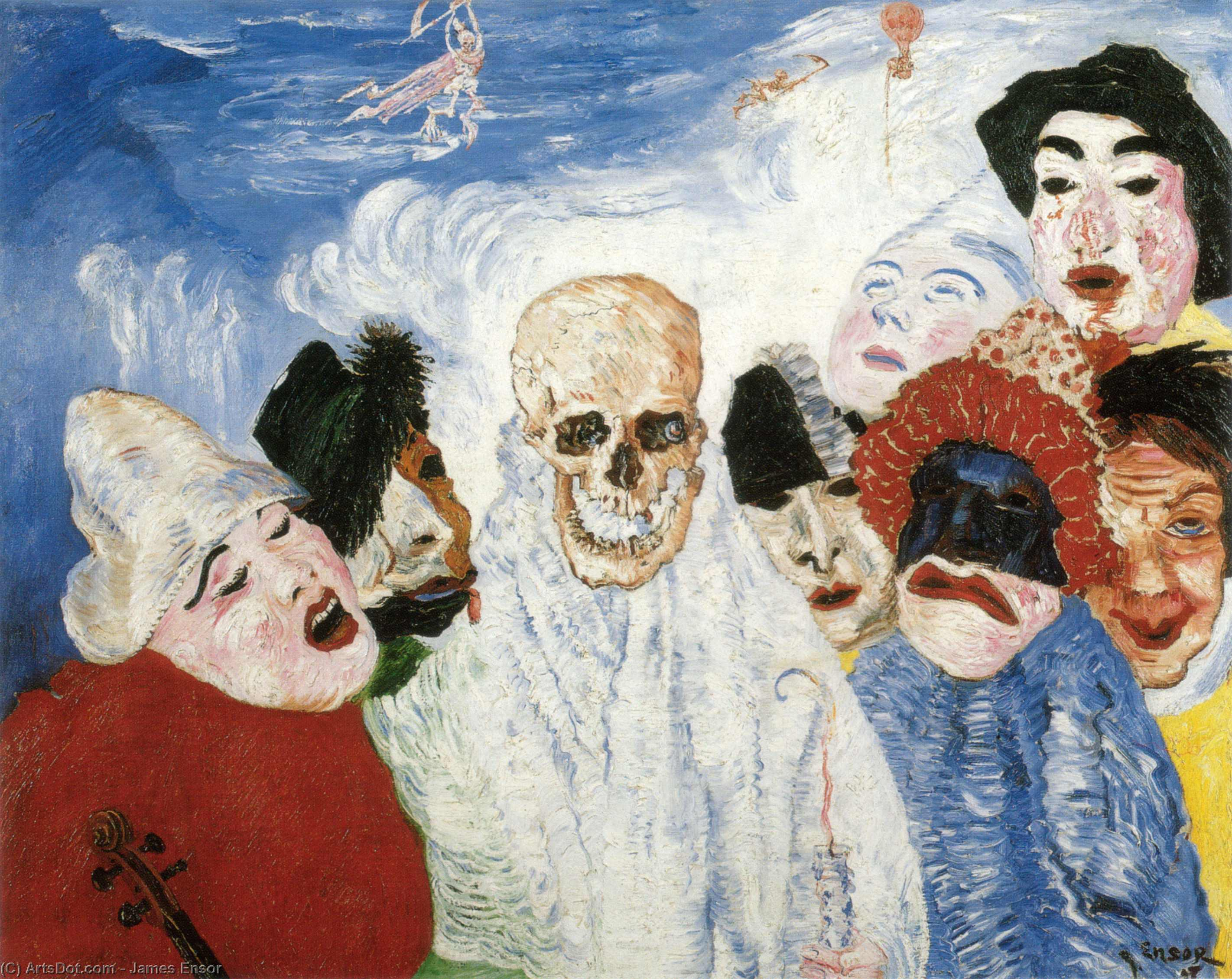
La muerte y las máscaras de James Ensor.
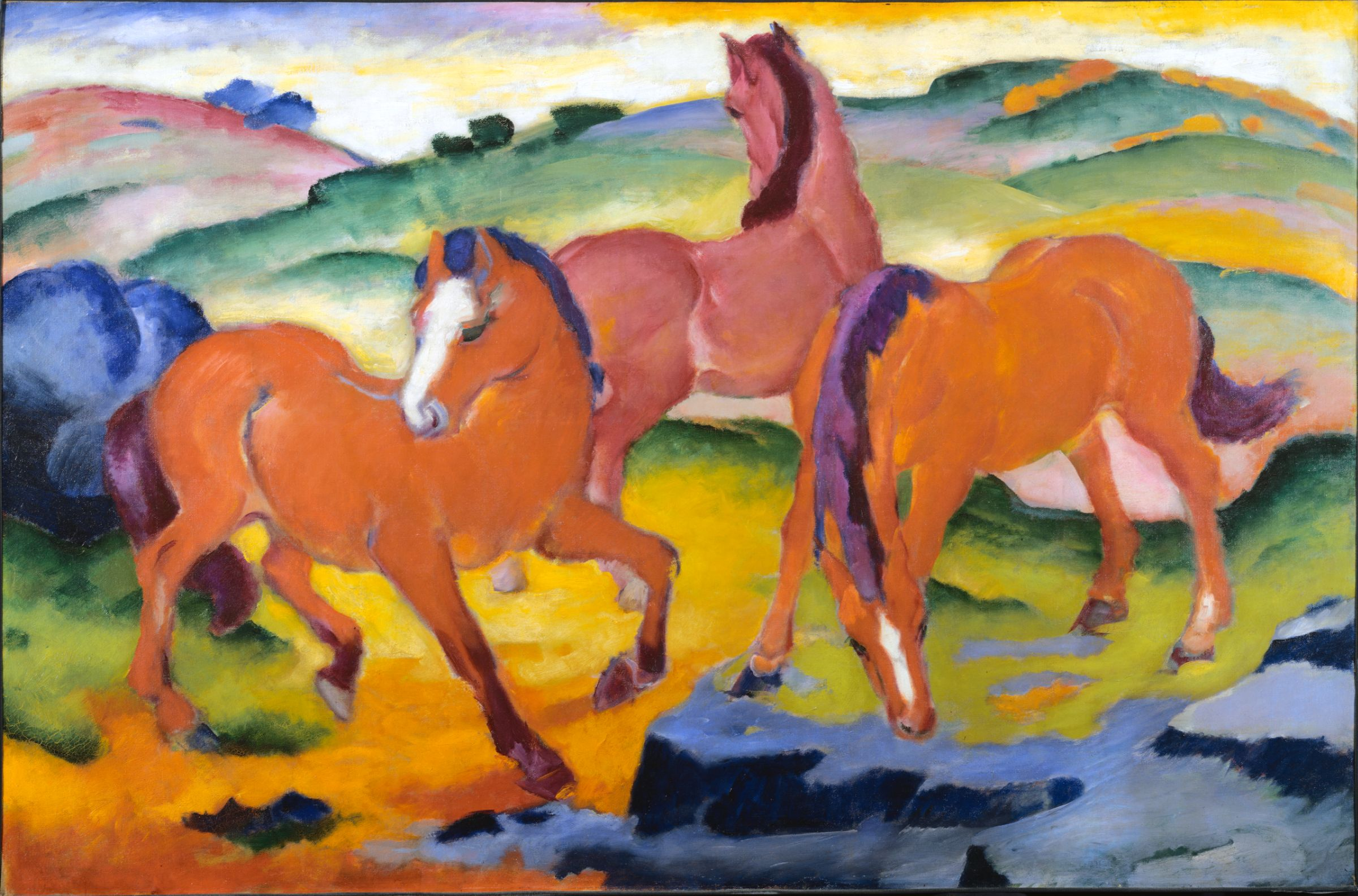
Pastoreo de caballos de Franz Marc.